# Língua gamela
O Gamela foi uma língua indígena brasileira falada em Viana, no estado de Maranhão. É uma língua ainda não classificada.

## Vocabulário
Vocabulário "Gamella de Viana" recolhido por Curt Nimuendajú (1937) da informante Maria Cafuza em Viana (Maranhão).
| Português      | Inglês         | Gamella de Viana  |
| -------------- | -------------- | ----------------- |
| fogo           | fire           | tatá (< Tupi)     |
| pênis          | penis          | purú              |
| vulva          | vulva          | sebú              |
| negro          | Negro          | katú-brohó        |
| branco? índio? | White? Indian? | katú-koyaká       |
| cunhado        | brother-in-law | múisi             |
| panela         | pot            | kokeáto           |
| cuia de cabaça | gourd bowl     | kutubé            |
| bastão         | club           | tamarána (< Tupi) |
| faca           | knife          | kasapó            |
| onça           | jaguar         | yopopó            |
| macaco         | monkey         | kokói (< Timbira) |
| cavalo         | horse          | pohoné            |
| vaca           | cattle         | azutí             |
| galinha        | domestic fowl  | kureːká           |
| árvore         | tree           | kyoipé            |
| tabaco         | tobacco        | anéno             |
| pimenta        | pepper         | birizu            |
| grosso         | thick          | tomabéto          |